# Distretto di Trashiyangtse
Trashiyangtse è uno dei 20 distretti (dzongkhag) che costituiscono il Bhutan. Il distretto appartiene al dzongdey orientale.

## Municipalità
Il distretto consta di otto gewog (raggruppamenti di villaggi):
- gewog di Bumdeling
- gewog di Jamkhar
- gewog di Khamdang
- gewog di Ramjar
- gewog di Toetsho
- gewog di Tomzhangtshen
- gewog di Trashiyangtse
- gewog di Yalang